# Emil Strungă
Emil Strungă (n. 18 mai 1951, Galați) este un politician român, fost membru al Parlamentului României în legislatura 2004-2008, ales pe listele PNL. În cadrul activității sale parlamentare, Emil Strungă a fost membru în grupurile parlamentare de prietenie cu Republica Algeriană Democratică și Populară, Irlanda, Republica Cipru, Republica Islamică Pakistan.  
Conform biografiei sale oficiale, Emil Strungă a fost membru PCR în perioada 1972 - 1989.      